# معماری صخره‌ای تمین ۲
معماری صخره‌ای تمین ۲ مربوط به دوران‌های تاریخی پس از اسلام است و در شهرستان زاهدان، بخش میرجاوه، روستای تمین واقع شده و این اثر در تاریخ ۲۵ اسفند ۱۳۸۰ با شمارهٔ ثبت ۵۰۲۵ به‌عنوان یکی از آثار ملی ایران به ثبت رسیده است.